# Paula Titan
Paula Cristina Titan Rebello, mais conhecida como Paula Titan (Castanhal, 30 de maio de 1990), é uma ex-modelo, advogada e política brasileira, filiada ao MDB. Nas eleições de 2022, foi eleita deputada estadual pelo Pará.

## História
Filha do ex prefeito de Castanhal, Paulo Titan, e de Liane Cristina Bezerra Nobre Titan, Paula sempre foi engajada em políticas sociais e seguiu o caminho do pai nesse ramo.
Sua primeira aparição pública foi no ano de 2012, quando participou do concurso Rainha das Rainhas do Carnaval Paraense, representando a Assembleia Paraense. Paula acabou ficando com o título de 1.ª princesa no certame, já que aquela edição foi vencida por Thalita Maués, do Grêmio Literário e Recreativo Português.
Após o concurso, Paula começou a se engajar em ações sociais. Foi Secretária Municipal de Assistência Social do município de Castanhal e Diretora da Reinserção Social (Fábrica de Esperança). Além disso, Paula é ligada ao movimento APSWeODR (Associação Paraense da Síndrome de Williams e outras Doenças Raras).
Em 2014, participou de sua primeira eleição se candidatando ao cargo de deputada federal, mas não conseguiu ser eleita. No entanto, surpreendeu ao conseguir 67.324 votos naquela ocasião.
Após seis anos de sua primeira eleição, Titan se candidataria ao cargo de vereadora em Castanhal, sendo eleita com 1.845 votos, se tornando a segunda candidata mais votada no pleito de 2020.
Como vereadora, Paula reabriu e assumiu a pasta da Procuradoria Especial da Mulher. Implantou o projeto Girândola e a Patrulha Maria da Penha. Apresentou o PL 036/2021, que trata sobre a pobreza menstrual, repercutindo nacionalmente. O projeto trata-se da conscientização e a distribuição gratuita de absorventes em órgãos públicos, sendo aprovado em setembro daquele ano. Também aprovou a criação do Maio Laranja, que aborda o enfrentamento do abuso e exploração de crianças e adolescentes, instituiu o dia 28 de fevereiro como o dia municipal das doenças raras de Castanhal e propôs o projeto Gabinete Itinerante, visando aproximar moradores da zona rural da cidade para prestação de serviços.
Em 2022, foi candidata a deputada estadual e foi eleita com 61.219 votos.

## Desempenho em eleições
| Ano  | Eleição                | Coligação                      | Partido | Candidato a       | Votos          | Resultado  |
| ---- | ---------------------- | ------------------------------ | ------- | ----------------- | -------------- | ---------- |
| 2014 | Estadual no Pará       | Todos Pelo Pará II (PMDB / PT) | PMDB    | Deputada federal  | 67.324 (1,74%) | Não eleita |
| 2020 | Municipal de Castanhal | MDB                            | MDB     | Vereadora         | 1.845 (1,85%)  | Eleita     |
| 2022 | Estadual no Pará       | MDB                            | MDB     | Deputada estadual | 61.219 (1,34%) | Eleita     |